# Эссен, Реймонд Фёдорович
Реймонд (Раймонд) Фёдорович фон Эссен (1888 — 27 сентября 1931, Нью-Йорк, Нью-Йорк) — барон, русский морской офицер, морской лётчик, старший лейтенант (1916). Участник Первой мировой войны. Участвовал в первой бомбардировке судов в гавани с гидросамолётов. Участник Гражданской войны в России во ВСЮР, Русской армии. В эмиграции в США.

## Биография
Родился в 1888 году. Из остзейских дворян, барон. Закончил Морской кадетский корпус 18 апреля 1910 года. Мичман (6.12.1910). В 1912 году окончил второй выпуск Офицерской школы авиации и получил звание пилот-авиатор (9.08.1912), позднее, в 1913 году окончил Офицерские теоретические курсы авиации им. В.В. Захарова при Петербургском политехническом институте (ЦГИА СПб ф. 478, оп. 7, д. 4 л. 1-5) и Севастопольскую школу авиации. освоил гидросамолёт и получил звание морской лётчик (1.07.1914).
Служил в 1-м Воздушном дивизионе Корабельной авиации Службы связи флота Чёрного моря (1913—1916). 

### Первая мировая война
Участник Первой мировой войны в составе Воздушных сил Черноморского флота. Лейтенант (06.12.1914). Лётчик 2-го боевого отряда («Б-2») Севастопольской гидроавиастанции (1913—1915). Командир 1-го корабельного авиационного отряда гидроавиатранспорта Император Александр I (1915—1916).  Летал на лодке М-5 (гидросамолет) конструкции Д. П. Григоровича с бортовым номером 37. 
В марте–апреле 1915 года состоялось первое применение корабельных гидросамолётов: авиатранспорт «Император Николай I» и гидрокрейсер «Алмаз» с одной летающей лодкой М-5 лейтенанта Р. Ф. фон Эссена занимались рекогносцировкой побережья, воздушной разведкой и бомбардировкой турецких укреплений в проливе Босфор 28 марта. 3 мая 1915 года русские гидроаэропланы совершили первый налёт на Константинополь (Стамбул).

### Налёт на Зонгулдак
Самая известная операция с его участием это бомбардировка турецкого порта Зонгулдак 6 февраля 1916 года, вошедшая в историю русской военно-морской авиации как первая в мире бомбовая атака по кораблям противника в гавани.
5 февраля 1916 года Кавказская армия начала Трапезундскую операцию при поддержке флота. К порту Зонгулдак, центру угольной промышленности, была направлена 1-я маневренная группа ЧФ: линейный корабль «Императрица Мария», крейсер «Кагул», эскадренные миноносцы «Заветный» и «Завидный» остановились в 32 милях от порта, в сопровождении эсминцев «Поспешный» и «Громкий» гидрокрейсеры «Император Александр I» и «Император Николай I» подошли к порту на дистанцию 15–18 миль вне видимости берега. 
Утром 24 января (6 февраля) 1916 года с обоих авианосцев на воду спустили летающие лодки Григоровича: 10 «М-5» и 4 М-6 «Двойка» (из 14 только 11 достигли цели). Первым в 10 час. 20 мин. взлетел «М-5» с бортовым № 37 (пилот Р. Ф. Эссен, наблюдатель – моторист I статьи Олейников) и атаковал корабли неприятеля, стоявшие в гавани. Турки приняли русские самолёты за разведчиков или корректировщиков огня корабельной артиллерии. Массированный налёт продолжался около часа. М-5 из 1-го авиаотряда (летающие лодки с бортовыми номерами 35, 37, 39, 43, 49, 50, 51, командир Р. фон Эссен) и гидросамолёты из 2-го корабельного отряда (летающие лодки с бортовыми номерами 32, 34, 38, 40, 44, 46 и 47, командир лейтенант А. К. Юнкер) сбросили на портовые сооружения, железнодорожный узел, зенитные батареи и шахты угольных копей 9 пудовых (16-кг), 18 пятидесятифунтовых (22-кг) и 21 (4,5-кг) десятифунтовых авиабомб – всего 585 кг. Бомбометание осуществлялось с высоты 1300–1500 метров вручную в условиях низкой облачности и под шрапнельным огнём противника. С самолёта №32 лейтенанта В. М. Марченко (наблюдатель – прапорщик князь К.А. Лобанов-Ростовский) прямое попадание большой бомбы получил угольный транспорт «Ирмингард» (SS Irmingard, 1907 г., 4211 брт), он загорелся и сел на грунт у причальной стенки (пароход был поднят к 25 февраля).
После завершения набеговой операции на Зонгулдак АВК «Император Александр I» (командир капитан 1 ранга П. А. Геринг) был атакован германской подводной лодкой "UB-7" - мина Уайтхеда медленно прошла в нескольких метрах за его кормой, коснулась гидроплана лейтенанта фон Эссена, пришвартованного к «авиаматке», и затонула не взорвавшись. Вражескую субмарину обнаружил экипаж гидросамолёта М-5 (№35) в составе лейтенанта Г. В. Корниловича и зауряд-прапорщика В.Л. Бушмарина, впервые на Черноморском флоте атаковал её, сбросив бомбу и пометив расположение лодки цветным дымом. По лодке с «Александра I» открыли огонь ныряющими снарядами (первый опыт их боевого применения). 
Р. Ф. Эссен на «аппарате №37» выполнил второй боевой вылет, приняв активное участие в поиске подлодки, и некоторое время барражировал в акватории Чёрного моря. 1-я маневренная группа ЧФ вернулась на базу в Севастополь. Таким образом, 6 февраля 1916 года была предпринята ещё и первая попытка организации противолодочной обороны кораблей с воздуха. Всего было задействовано шесть самолётов обоих корабельных отрядов. 

### Гражданская война
Участник Гражданской войны в России. В Вооруженных силах Юга России. Старший лейтенант. Эвакуирован из Крыма в Турцию. К 1 января 1922 года член Союза морских офицеров в Константинополе. В эмиграции в США. Умер 27 сентября 1931 года Нью-Йорке.

## Награды
- Орден Св. Станислава 3 степени,
- Орден Св. Владимира 4 степени с мечами и бантом,
- Медаль в честь 200-летия Гангутской битвы[2].

## Семья
- Жена - Евгения Петровна Чистякова, племянница адмирала Н. О. фон Эссена[2].

## Память
Выставка «Морская династия фон Эссенов» была открыта в 2020 году в Музее морского флота в Москве накануне 160-летия со дня рождения российского флотоводца, адмирала фон Эссена и 100-летия «Русского исхода». Главные герои выставки — дальние родственники, Николай Оттович фон Эссен и Раймонд Фёдорович фон Эссен.